# Fiat Panda (2003)
|  | Denne artikel omhandler modellen bygget mellem 2003 og 2012. For andre bilmodeller med samme navn, se Fiat Panda. |
Fiat Panda (type 169) er en bilmodel fra Fiat i mikrobilsklassen, som kom i 2003 og afløste den gamle Panda. Den var langt mere moderne, komfortabel, økonomisk og sikker end sin forgænger.
Fiat Panda blev Årets Bil i Europa i 2004, som nr. 11 af slagsen fra Fiat-koncernen.
Panda var den første minibil der tog denne pris, men ikke den sidste da Fiat 500 (Cinquecento) har modtaget tilsvarende hæder for 2008. Fiat Panda er Europas mest solgte minibil med støt stigende produktionstal fra 2004 (ca. 225.000 stk./år) til 2007 (ca. 270.000 stk./år). Fiat Panda fik kun 3 stjerner ved kollisionstest foretaget af den Europæiske organisation Euro NCAP, men dette skyldes formentlig det faktum, at bilen kun var udstyret med 1 airbag mens 6 var standard i Danmark. Et andet sikkerhedsspørgsmål ved bilen er manglen på anti-udskridningssystemet ESP, som andre nyere biler har som obligatorisk udstyr.
Bilen fandtes med motorerne 1.1 8V (54 hk), 1.2 8V (60/69 hk) og 1.3 Multijet (69/75 hk), samt i specialversionen "100 HP" med en 1,4 liters 16 ventilet benzinmotor med 100 hk.
I 2012 blev modellen afløst af en ny model med samme navn.

## Tekniske specifikationer[1]
| Model                | Slagvolume cm³ | Max. effekt kW (hk) / omdr. | Max. drejningsmoment Nm / omdr. | 0-100 km/t sek. | Topfart km/t | Byggeår     |
| -------------------- | -------------- | --------------------------- | ------------------------------- | --------------- | ------------ | ----------- |
| Benzinmotorer        |                |                             |                                 |                 |              |             |
| 1.1 8v               | 1108           | 40 (54) / 5000              | 88 / 2750                       | 15,0            | 152          | 2003 − 2010 |
| 1.2 8v               | 1242           | 44 (60) / 5000              | 102 / 2500                      | 14,0            | 157          | 2003 − 2010 |
| 1.2 8v               | 1242           | 51 (69) / 5500              | 102 / 3000                      | 13,4            | 162          | 2010 − 2012 |
| 1.4 16v 100 HP       | 1368           | 74 (100) / 6000             | 131 / 4250                      | 9,5             | 185          | 2006 − 2011 |
| Dieselmotorer        |                |                             |                                 |                 |              |             |
| 1.3 16v Multijet     | 1248           | 51 (69) / 4000              | 145 / 1500                      | 13,0            | 160          | 2003 − 2011 |
| 1.3 16v Multijet DPF | 1248           | 55 (75) / 4000              | 145 / 1500                      | 13,0            | 160          | 2005 − 2012 |